# Język saraiki
Język saraiki (alfabet arabski: سرائیکی, gurmukhi:  ਸਰਾਇਕੀ, dewanagari: सराइकी trb. sarāikī, określany także jako multani) – język należący do grupy północno-zachodniej języków indoaryjskich, używany przez ok. 20 mln osób, przede wszystkim w Pakistanie (okręgi Multan i Bhawalpur). We wcześniejszej literaturze traktowany często jako jeden z dialektów języka pendżabskiego. W klasyfikacji Ethnologue stanowi odrębny język wchodzący w skład makrojęzyka lahnda. Tworzy kontinuum językowe z jednej strony z językiem sindhi, a z drugiej strony z językiem pendżabskim.
Zapisywany jest przede wszystkim pismem arabskim.